# 大涌谷

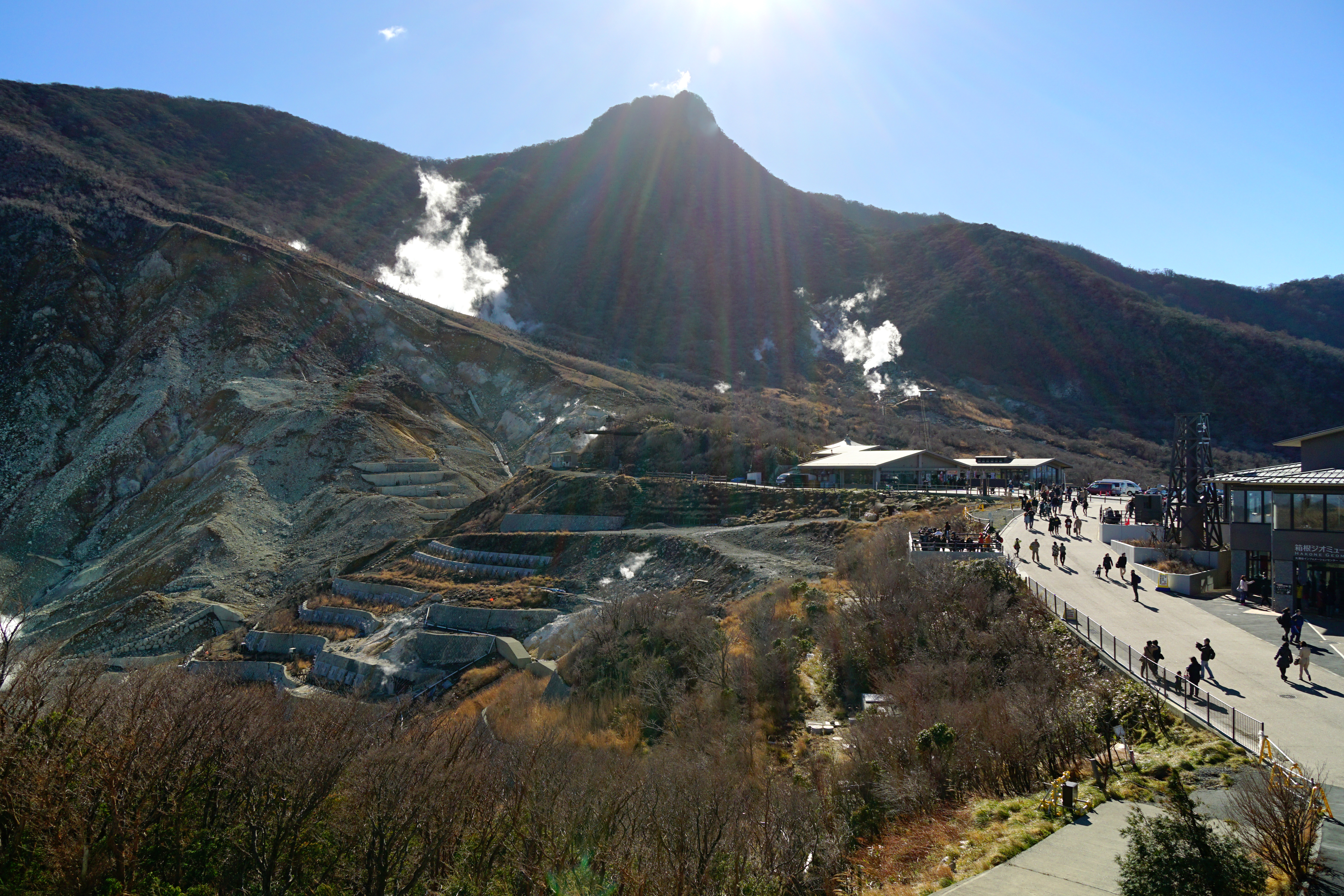
大涌谷と冠ヶ岳

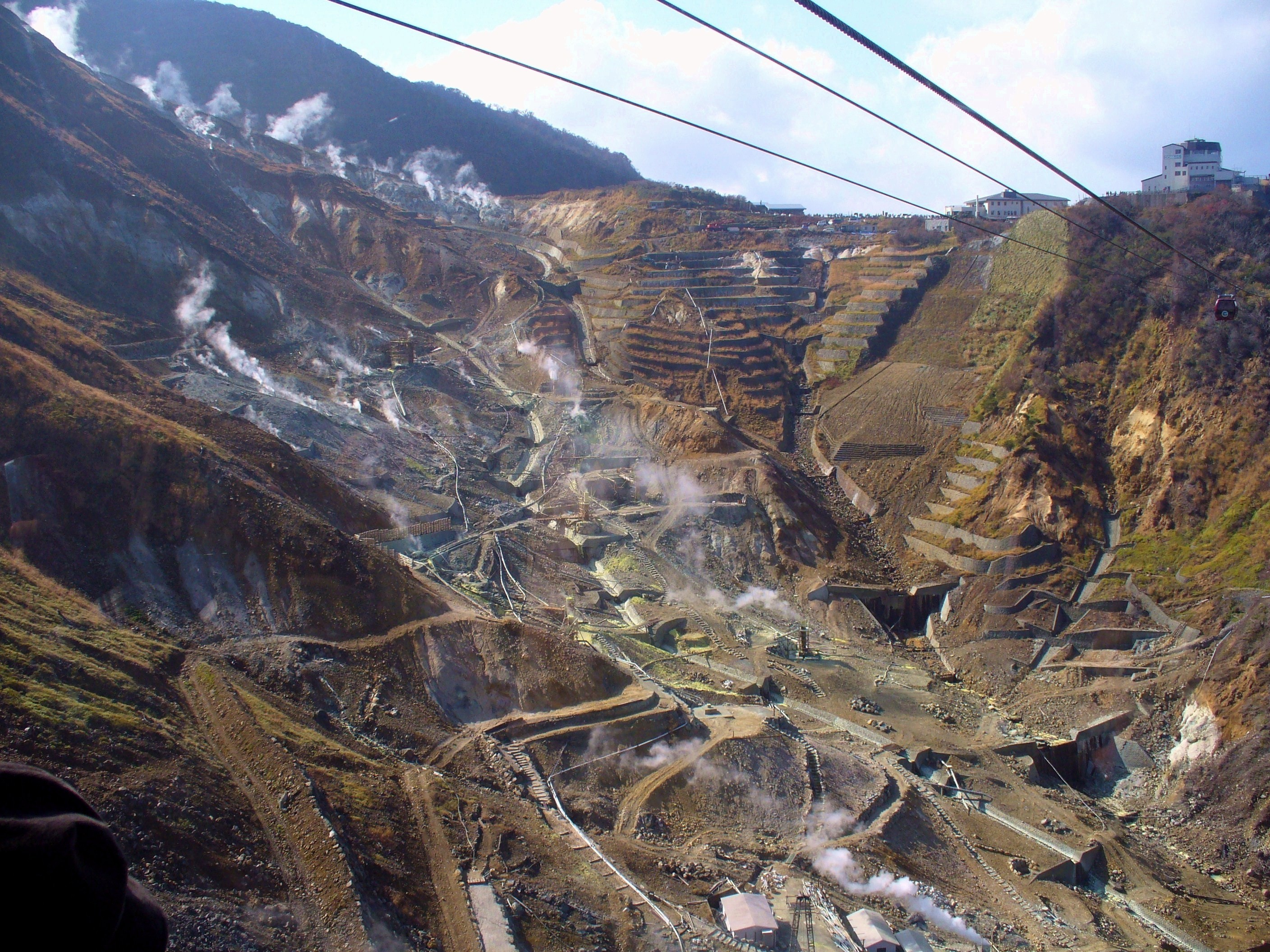
箱根ロープウェイから見た大涌谷

大涌谷（おおわくだに）は、神奈川県箱根町にある箱根火山の火山性地すべりによる崩壊地形。箱根火山の中央火口丘である冠ヶ岳の標高800 mから1,000 mの北側斜面にあり、地熱地帯で活発な噴気地帯でもある。箱根火山に多数有る噴気地帯の中では最大規模のものである。
また、噴気と地下水を使った温泉の造成が行われており、多くの宿泊施設等への温泉の供給源ともなっている（後述）。

## 火山活動史

### 形成過程
大涌谷は二回の過程を経て形成された。約3100年前、箱根火山で水蒸気爆発による山崩れが発生し、堆積物が溜まった。さらに約2900年前に小規模な火砕流が発生、冠ヶ岳ができ、また火山砕屑物が積もった。この火山砕屑物と山崩れによる堆積物の間が現在の大涌谷となっている。
大涌谷から強羅付近にかけての地下には、噴火によって生じたじょうご型カルデラの直径3 km程度の陥没構造が複数あるとされ、この地域の研究を行った萬年一剛は強羅潜在カルデラ構造と呼称している。

### 有史以降
- 12世紀から13世紀 3回の火砕物降下[4][5]。
- 1910年（明治43年） 血池沢付近[6]での土石流により死者6名。但し、血池沢の正確な位置は不明。
- 1933年（昭和8年）
  - 2月 噴気・温泉異常。噴気孔の移動。
  - 5月 噴気の突出、死者1名。
- 1948年（昭和23年） 地すべり[6]。
- 1974年から1978年 噴気地帯の移動。樹木枯死。

### 2000年以後
- 2001年（平成13年）7月、大涌谷の蒸気井暴噴[7]、大涌谷北側と湯ノ花沢に新たな噴気[8]。
- 2002年（平成14年）10月 、冠ヶ岳の東側斜面が崩壊し土石流が発生、遊歩道の一部が損壊、死傷者なし。
- 2007年（平成19年） 4月25日 箱根町大涌谷園地火山ガス警報放送システム運用開始[9]。火山ガスが一定以上の濃度を超えた場合、4ヶ国語で注意・避難を促す放送が行われる。
- 2011年（平成23年）3月から4月 東北地方太平洋沖地震（東日本大震災）に伴い地震増加[10][11]。
- 2013年（平成25年）群発地震および噴気地帯の変化（後述）[11]。

- 2015年（平成27年）

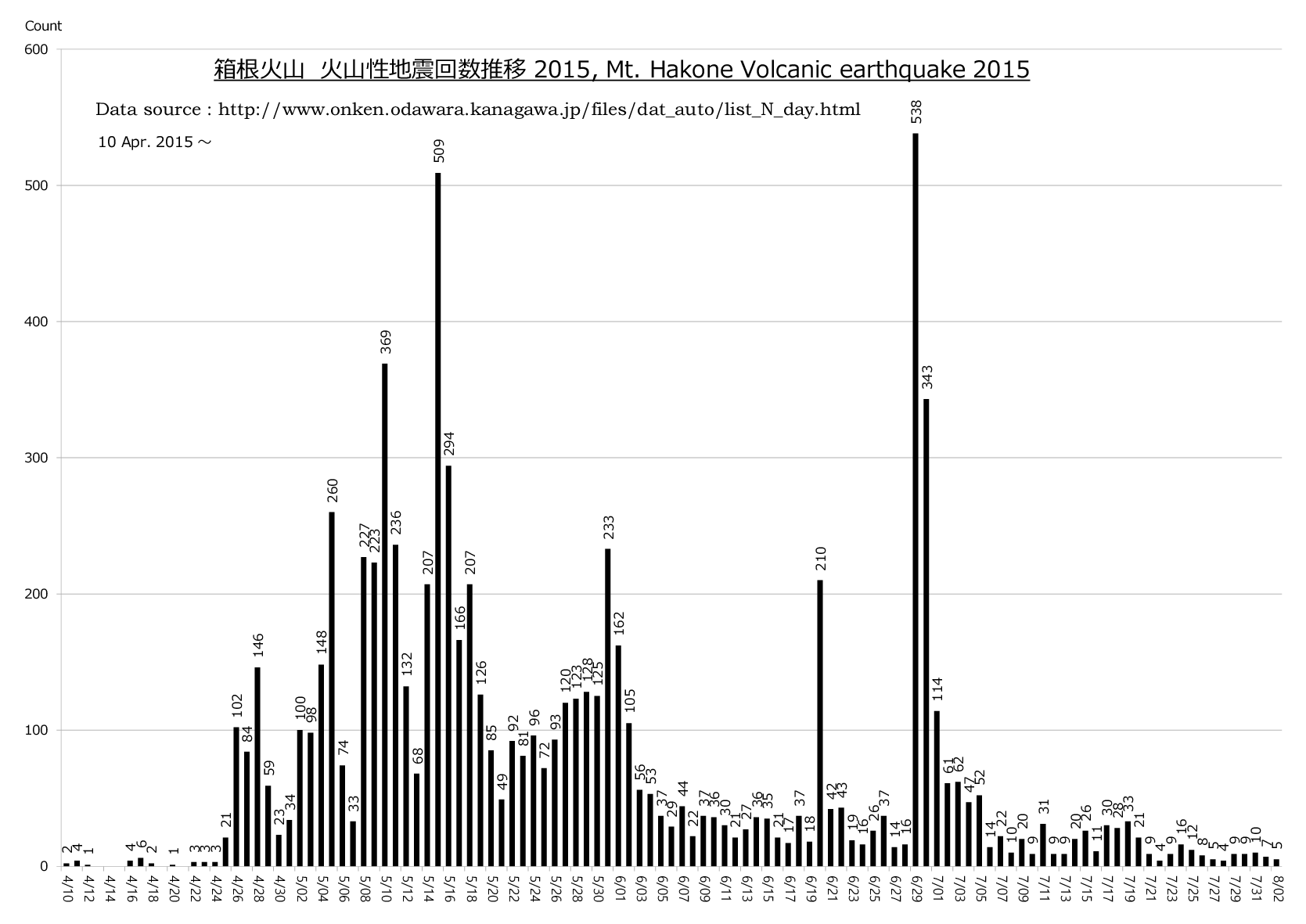
火山性地震回数の推移 (2015)

  - 3月27日 - 箱根山の噴火を想定した大涌谷周辺の観光客等の避難誘導マニュアルが作成された[12]。また、気象庁は3月31日に噴火警戒レベルを導入し、レベルを1（平常）に指定した[13]。なお、「平常」は当時のレベル1の呼称であり、2015年5月18日以降の呼称は「活火山であることに留意」である。
  - 4月末から箱根火山を震源とする火山性地震が増加[14]。同時に大涌谷を水源域とする大涌沢からの水が流入する早川の白濁が報告されている[15]。
  - 5月3日 - 大涌谷の蒸気井暴噴（2001年以来14年ぶり）
  - 5月4日 - 箱根町：周辺道路を通行止め、自然探勝歩道を閉鎖[16]
  - 5月6日午前6時 - 気象庁：噴火警戒レベルを1（平常）から2（火口周辺規制）に指定[17]。同時に、箱根ロープウェイの全線運休と周辺への立ち入り規制強化を実施[16]。
  - 6月29日 - 大涌谷の北約1.2 kmで火山灰のような降下物を確認し現地調査の結果、ごく小規模な水蒸気噴火による新たな火口[18]の形成を確認した。6月30日には一連の活動の中で最大規模 M3.4 の地震を観測し、噴火警戒レベルが3（入山規制）に引き上げられた[19]。なお、この水蒸気噴火の直前には神奈川県温泉地学研究所上湯場の地震計で熱水の貫入を示す周期の長い火山性地震（火山性構造性地震）が観測されていた[15]。
  - 10個程度の小規模な火口（噴気孔）の形成が確認された。
  - 8月下旬頃から地震活動が沈静化すると共に地殻活動が停滞が観測され、9月11日には噴火警戒レベルが2に引き下げられ、10月には道路の通行規制が解除、箱根ロープウェイの運行も一部再開された[15]。
  - 11月20日 噴火警戒レベルが1に引き下げられたが、火口周辺の立入規制は解除されず継続。
- 2016年（平成28年）
  - 7月26日 - 日中に限って立ち入り規制を一部解除（自然研究路を除く）[20]。これにより、箱根ロープウェイが全区間で運行再開[20]。大涌谷くろたまご館の営業も再開された。
- 2019年（令和元年）
  - 5月19日 - 気象庁：噴火警戒レベル2（火口周辺規制）に指定[21]、大涌谷付近に避難指示発令。これに伴い箱根ロープウェイは全線運行停止[22]。同日より早雲山駅 - 姥子駅 - 桃源台駅で代行バスの運行開始。
  - 10月7日 - 噴火警戒レベルが1に引き下げられる[23]。既に一部区間で運行再開していた箱根ロープウェイは、10月26日より全線再開となった。

## 観光
江戸時代に「地獄谷」や「大地獄」と呼ばれていた大涌谷だが、明治天皇・皇后の行幸啓に際し、1873年（明治6年）9月5日に改称された。
かつては噴気孔を自由に観察することができたが、1970年4月27日、修学旅行で噴気孔の見学に訪れていた児童の列に落石が襲い、1人が死亡する事故が発生した。
1983年（昭和58年）、箱根ロープウェイを利用し容易に訪れる事が出来る、富士箱根伊豆国立公園「大涌谷園地」として整備され、観光用に噴煙や硫黄を見ることが可能となった。ただし、硫黄の採取は原則禁止され、火山ガス（亜硫酸ガス、硫化水素ガスなど）が噴出しているため健康上の注意が必要とされている。
一方、地熱を利用してできたゆで卵（温泉卵）が販売されている。このゆで卵は、生物由来のアミノ酸と糖によるメイラード反応で殻が黒く変色していることから「黒たまご」と呼ばれる。黒たまごは1個食べると7年寿命が延びるというふれこみで、軽食土産として人気が出た。かつては温泉に含まれる硫黄と鉄分が結びつき黒い硫化鉄となり、それが卵の殻に付着しているというのが定説だったが、2020年に前述の通りメイラード反応によるものと解明された。
2014年（平成26年）4月17日に開設された箱根ジオミュージアムでは、箱根火山の成り立ちを知ることが出来るほか噴気地帯特有の地衣類であるイオウゴケなどを観察できた。

## 大涌谷園地

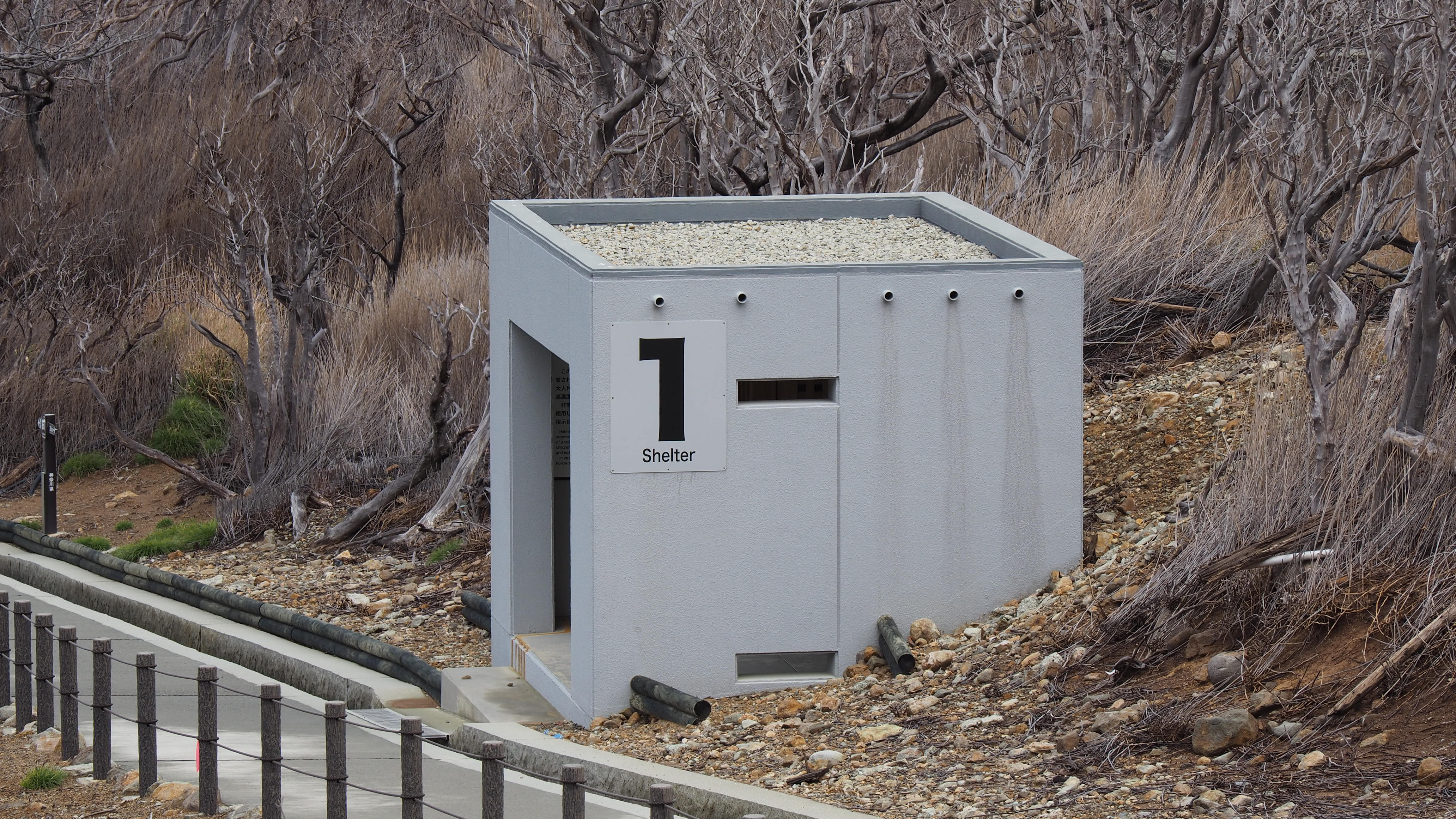
大涌谷自然研究路の噴石シェルター。2019年までに7棟が建てられた。

箱根山の神山の北側には大涌谷園地があり、園地内には約600 mの周回ルートの園路「大涌谷自然研究路」が整備されている。
2015年5月6日に噴火警戒レベルが2に引き上げられたため大涌谷園地への立ち入りが規制された。その後、噴火警戒レベルが引き下げられ、大涌谷園地の一部再開に至ることもあったが、大涌谷自然研究路は安全対策施設が整備されるまで立入り規制が継続された。

## 噴気地帯

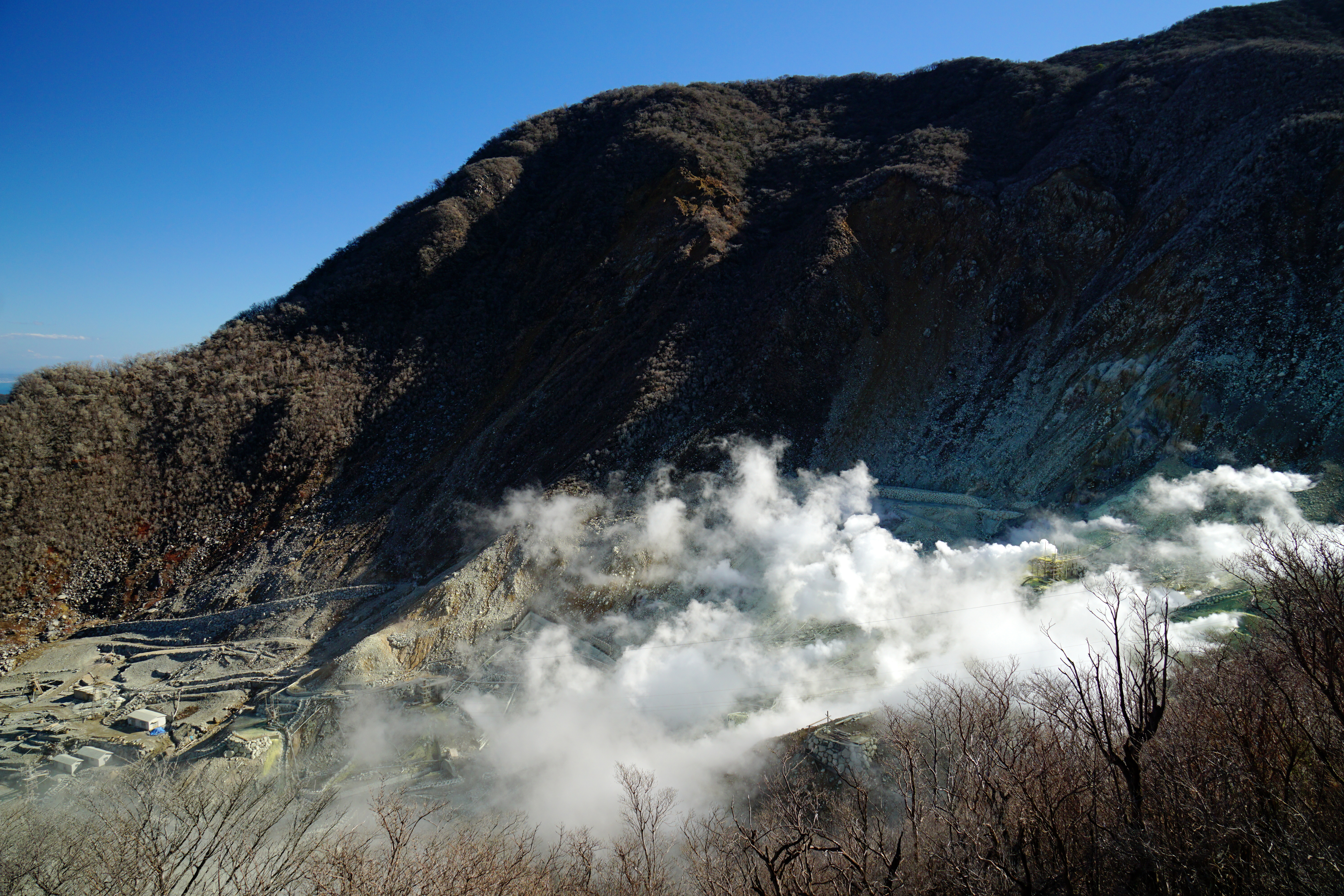
噴気地帯

放出熱量は、8.76 * 106cal/秒で、箱根火山全体の26.3%を占めるとの報告がある。また、豊富な自然噴気のほか30本余りの掘削井戸からの熱噴気と地下水を混合して温泉が造成されている。

### 掘削
温泉造成（後述）にも流用されるが、噴気を減少させる目的で人工的な噴出口の掘削が行われる事がある。例えば1954年（昭和29年）には、1910年の地すべりの原因となった付近と想定される付近の火山ガス圧低下を目的とし、約100本の掘削が行われた。かつては100℃以上の過熱水蒸気が噴出していたが、人工的な噴出口の掘削により消失したと考えられる。なお、ボーリング掘削孔は閉塞しやすく追加掘削も行われる。

### 噴気ガス
1960年代に地質調査所（現在の地質調査総合センター）により複数地点を対象として行われた調査結果によれば、噴出温度は 95℃から143℃、成分の約98%は水 (H2O) で、他に硫化水素(H2S)、二酸化炭素(CO2)、亜硫酸ガス(SO2)の他微量の単体ガス成分として水素 (H2)、窒素 (N2)、ヘリウム (He)などが含まれる。またガスを凝縮した水分は、pH1 - 4 と強い酸性を示し、硫黄イオン、塩素イオン、鉄イオン、カルシウムイオンなどを含んでいる。
2013年には箱根火山で群発地震が発生したが、この一連の地震に伴い従来の噴気域と異なる場所で新たな噴気が生じたほか、ガス成分の変化が観測されている。この新たな噴気域の拡大に伴い地熱の上昇と樹木の枯死も報告されている。

### 温泉
1930年、大涌谷の噴気を利用して温泉を造成する箱根温泉供給株式会社が発足。泉源が無かった仙石原や強羅などの旅館などへの配湯を開始した。
2021年7月3日の梅雨前線豪雨により、大涌谷の一部で土砂崩れが発生。温泉の製造設備に被害が生じて50軒の旅館等への配湯が一時中止された。

## アクセス
- 箱根ロープウェイ（小田急箱根）
  - 大涌谷駅
- 伊豆箱根バス
  - 小田原駅 - 箱根湯本駅 - 大涌谷 - 湖尻 - 箱根園
- 箱根ジオパーク - 「大涌谷くろたまご館」に併設[29]。

## ギャラリー

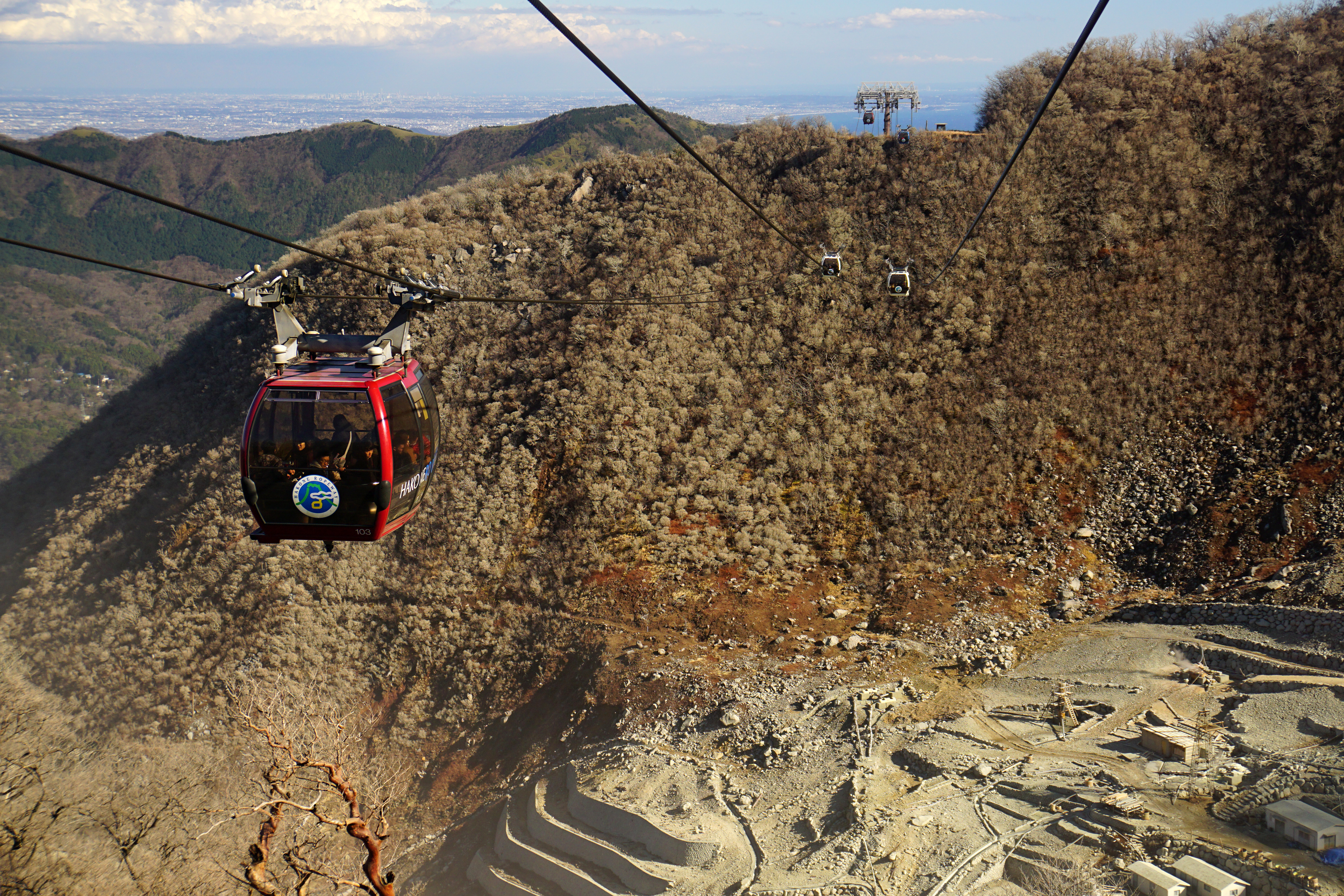
箱根ロープウェイゴンドラと大涌谷
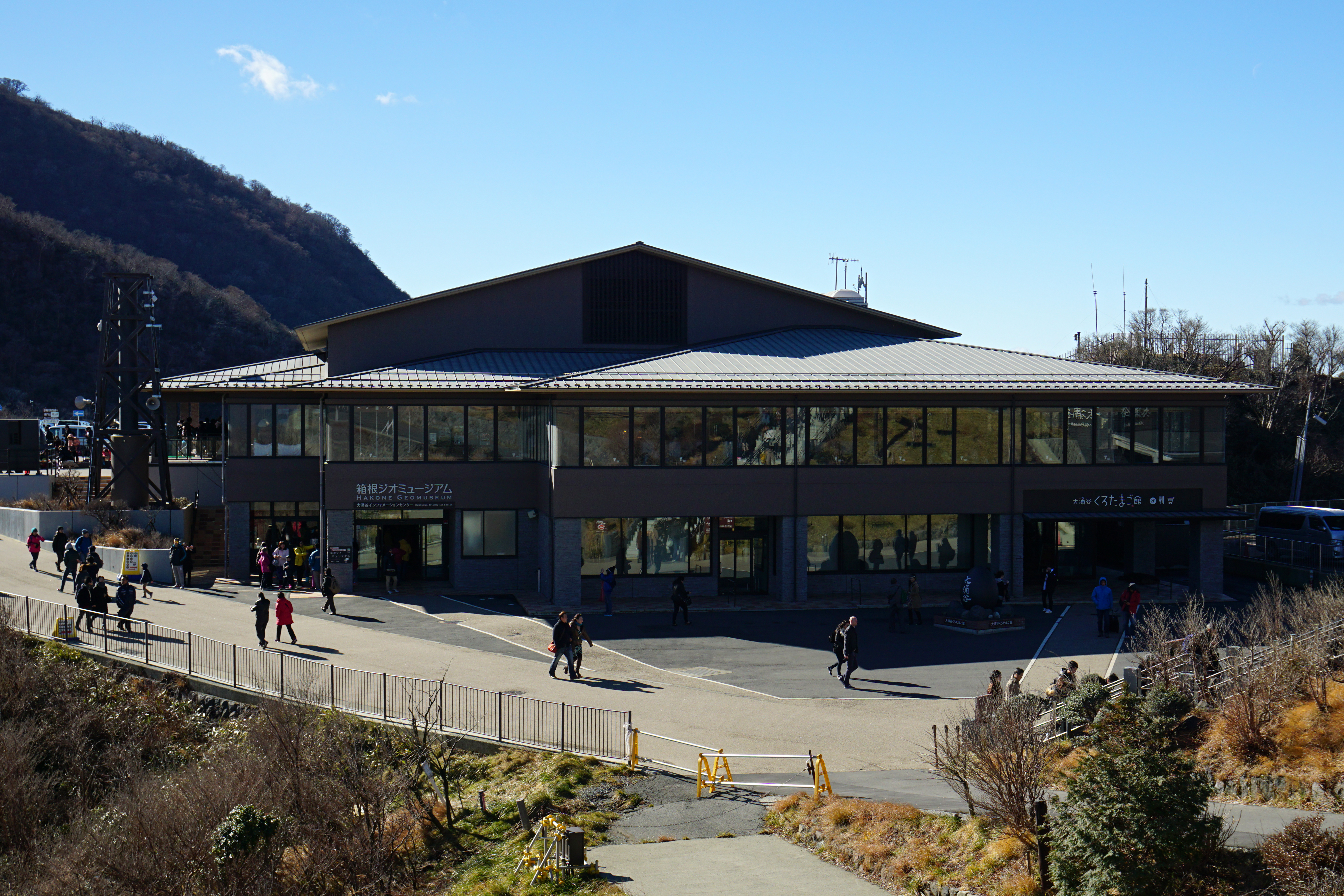
箱根ジオミュージアム
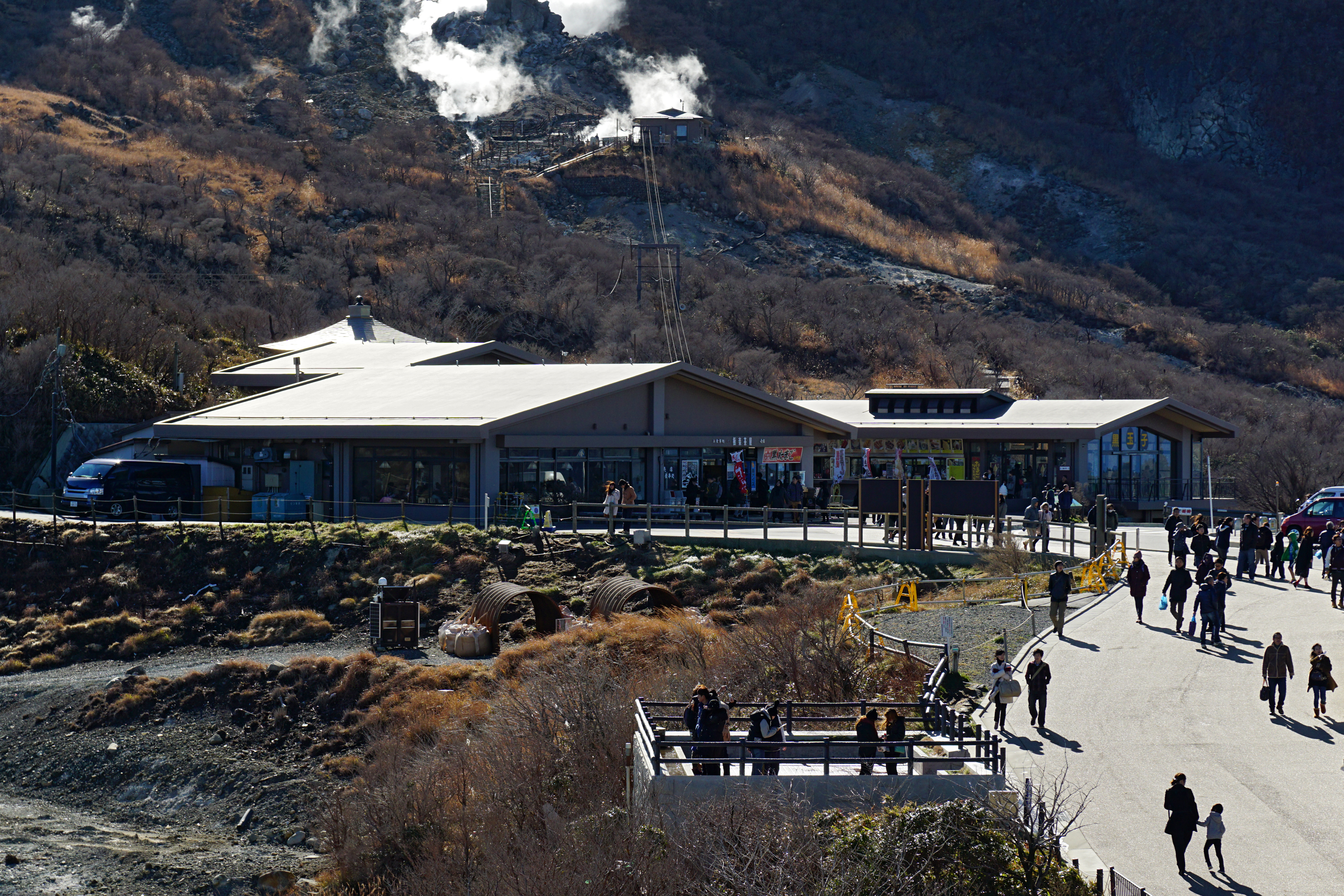
極楽茶屋
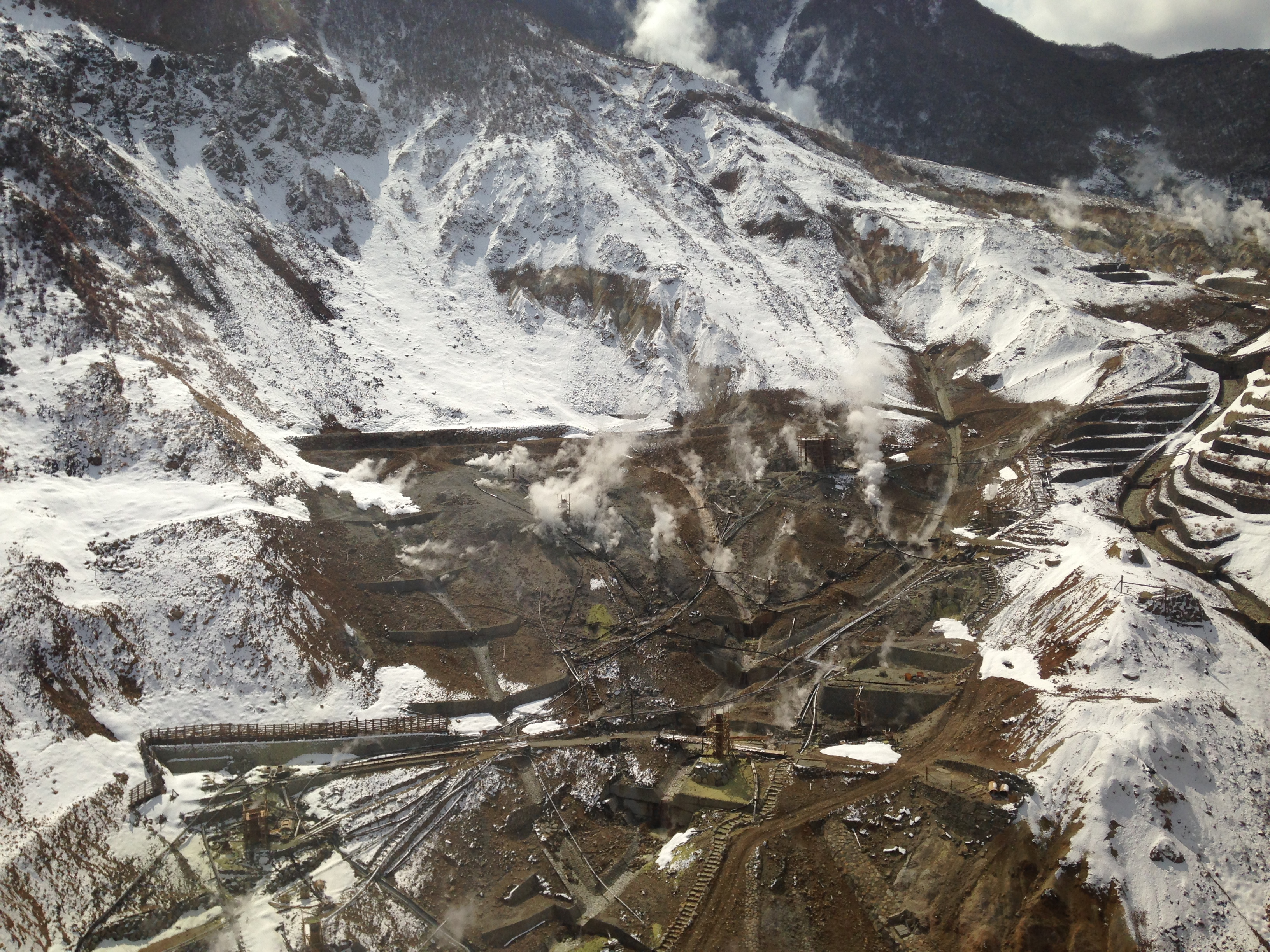
箱根ロープウェイから望む大涌谷
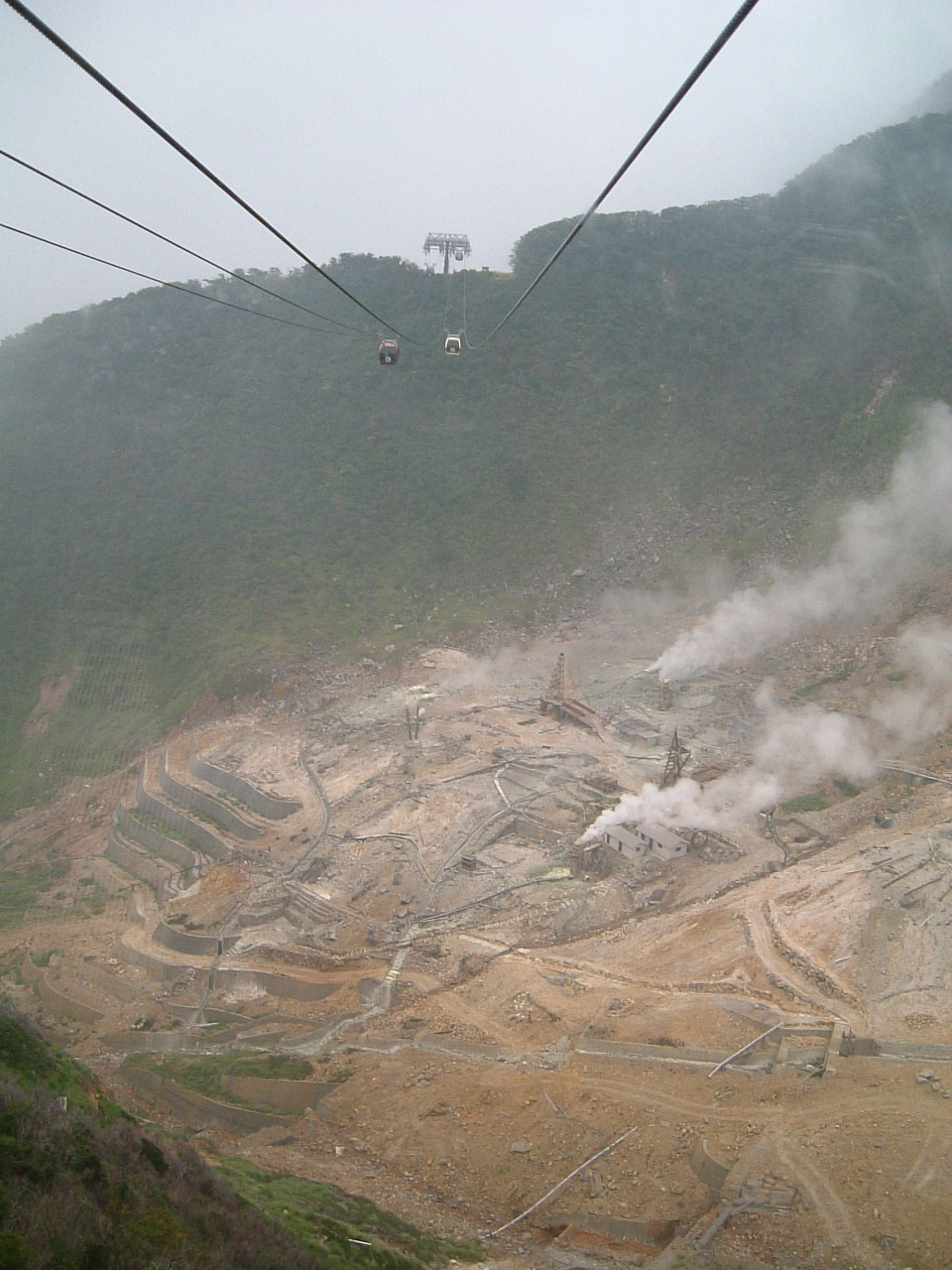
大涌谷
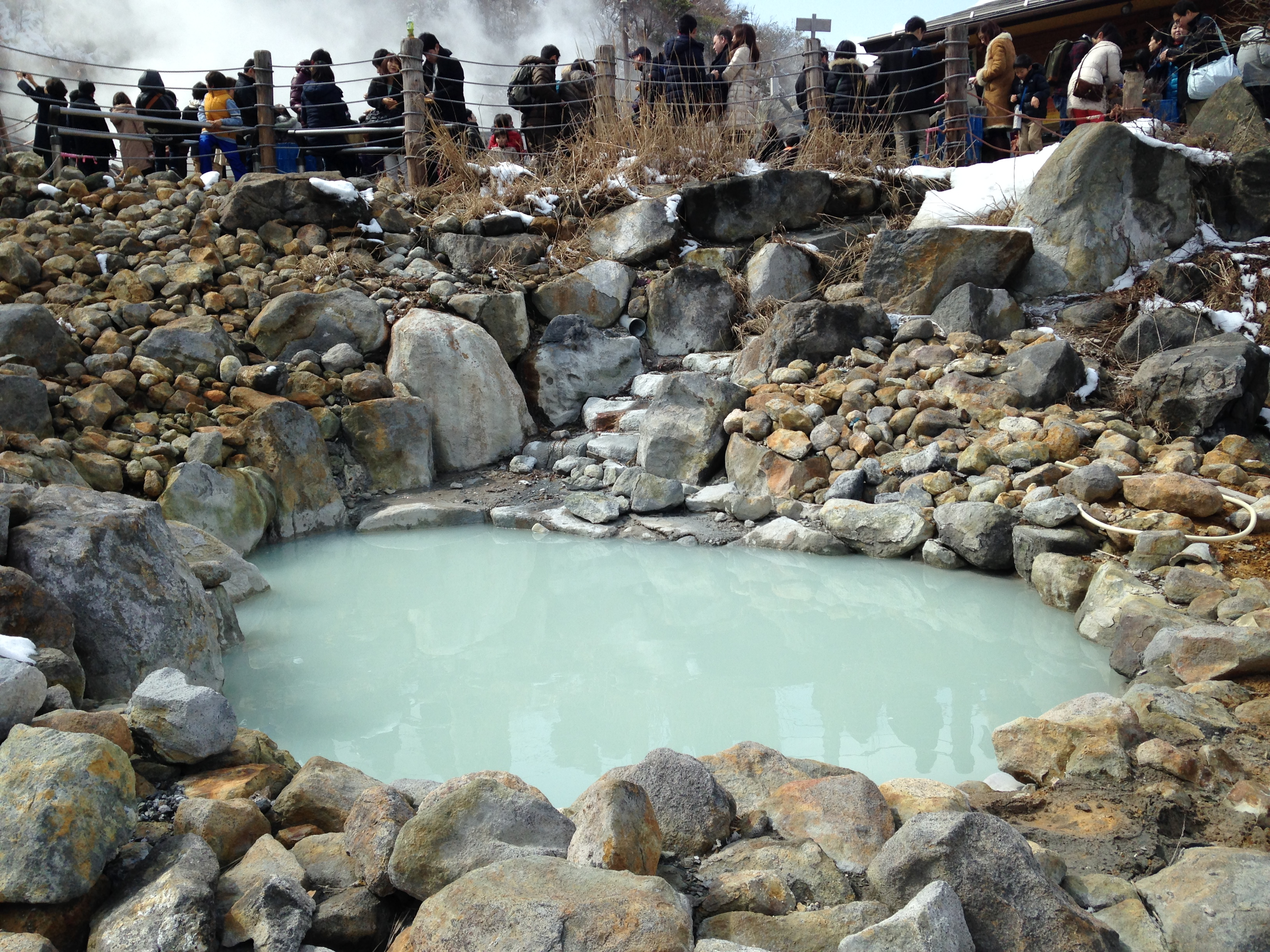
温泉池
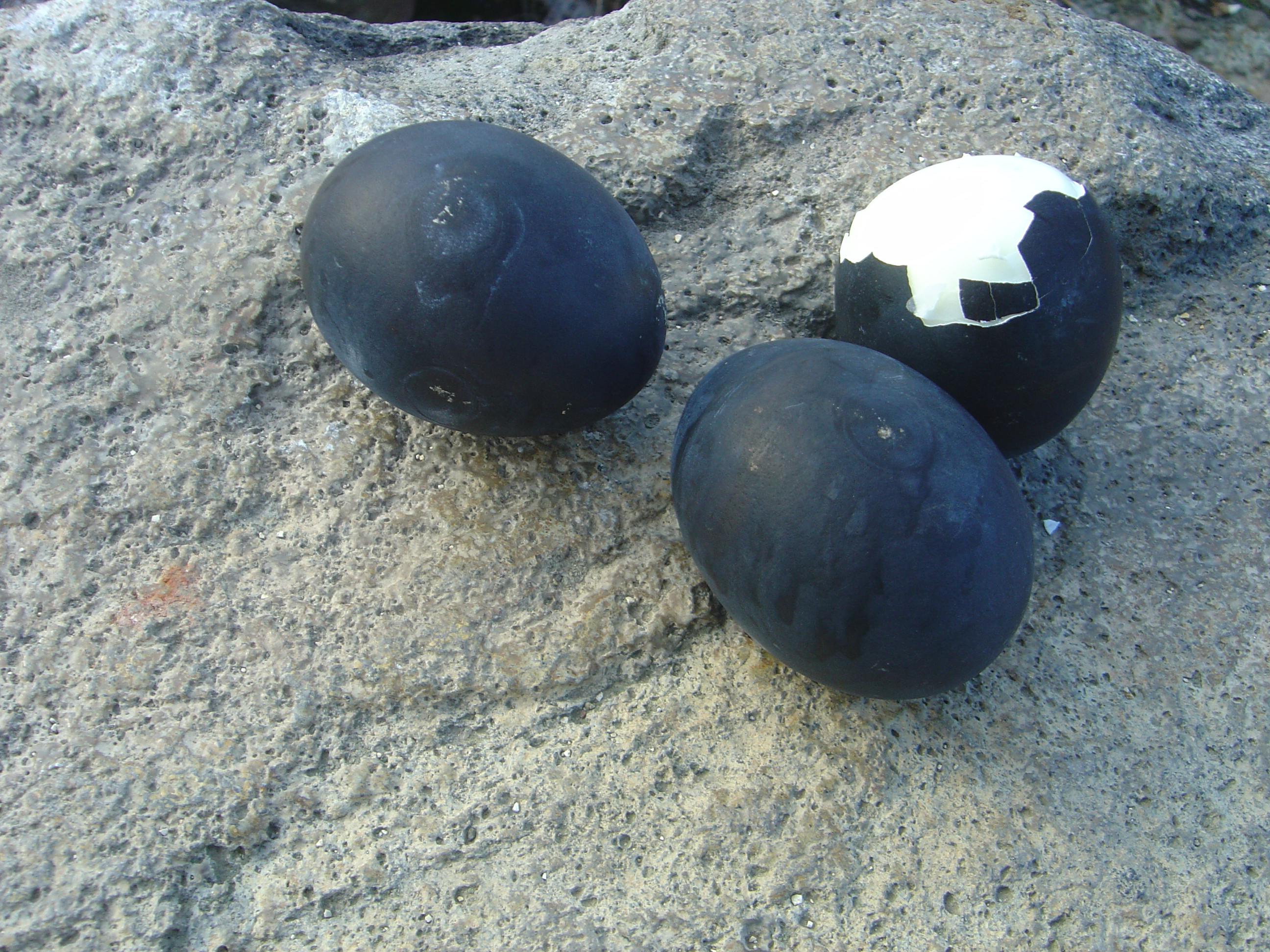
黒玉子
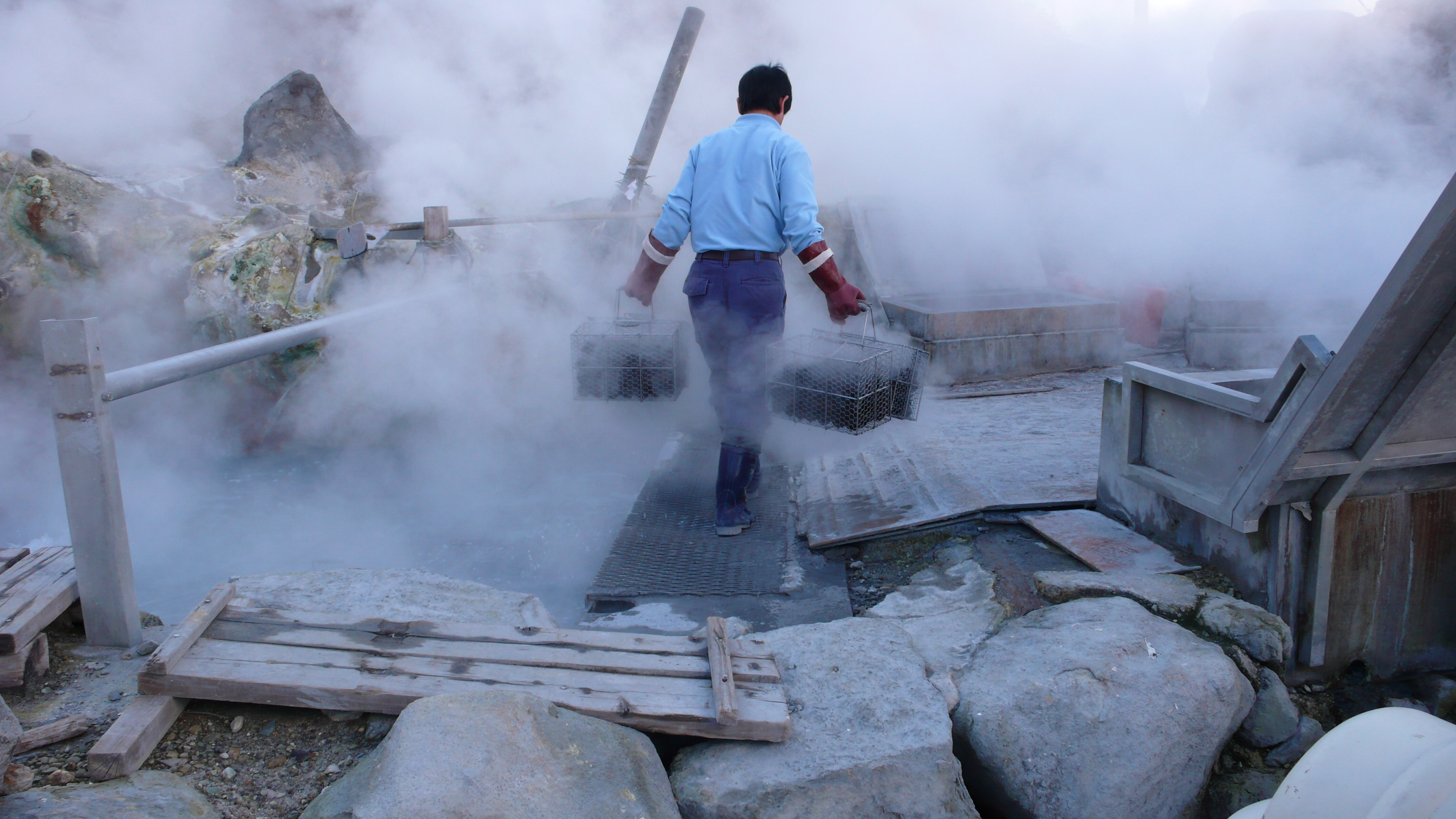
たまごを茹でる温泉池(左)と蒸し釜(右)(2009年1月撮影)
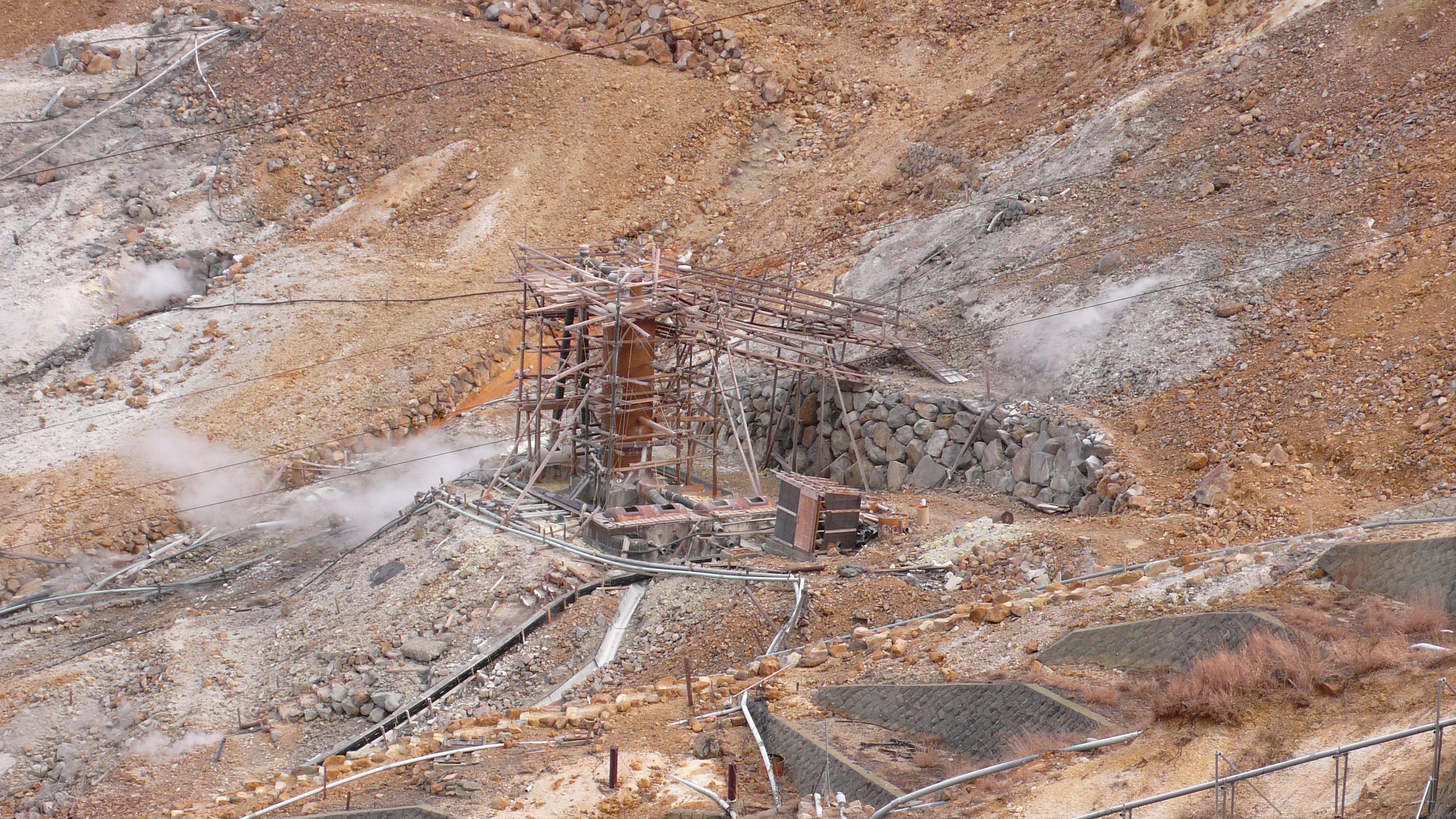
温泉造成塔。2001年7月に暴噴して設備が更新された52号井。(2008年1月撮影)
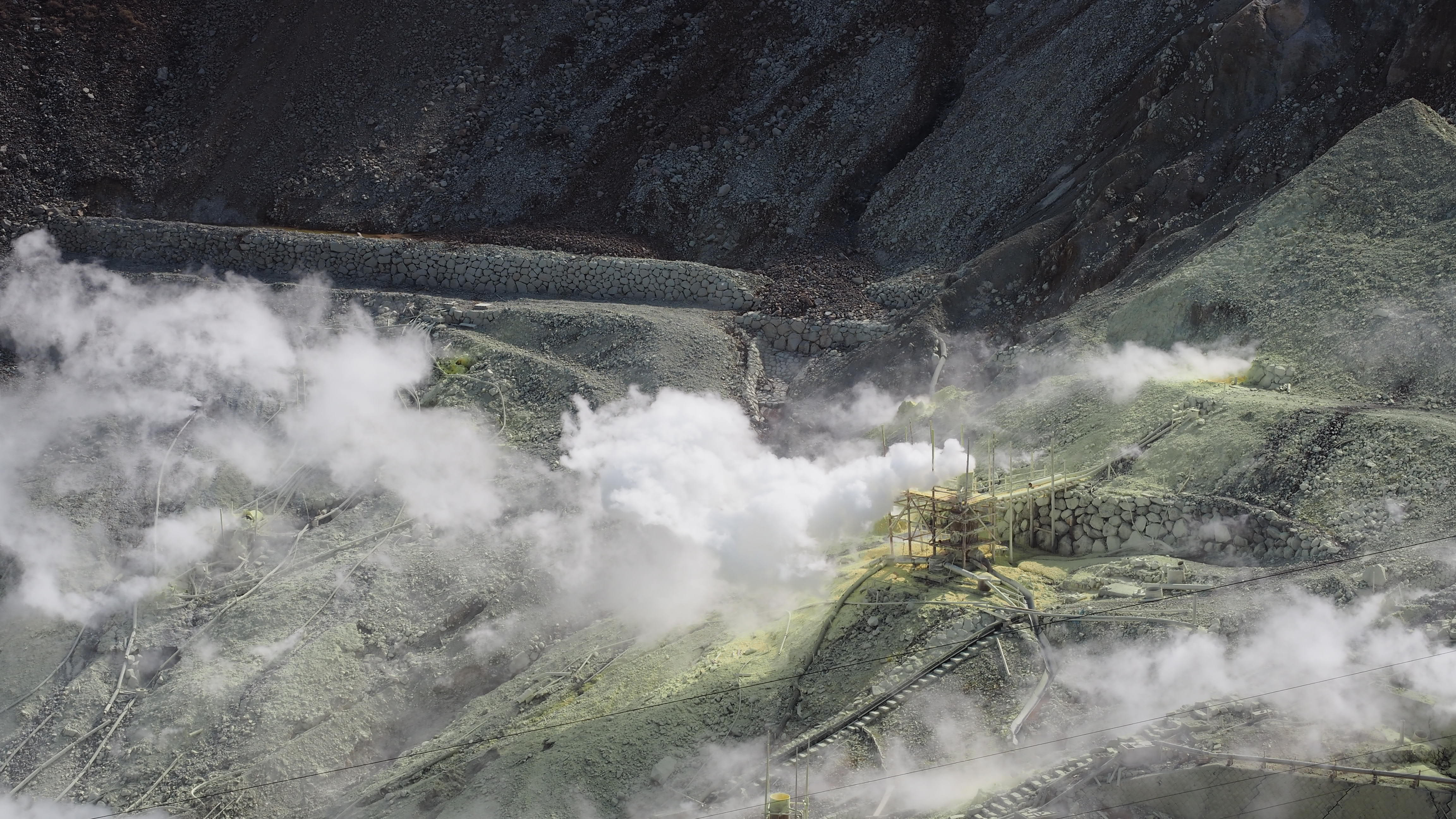
温泉造成塔(2017年11月撮影)
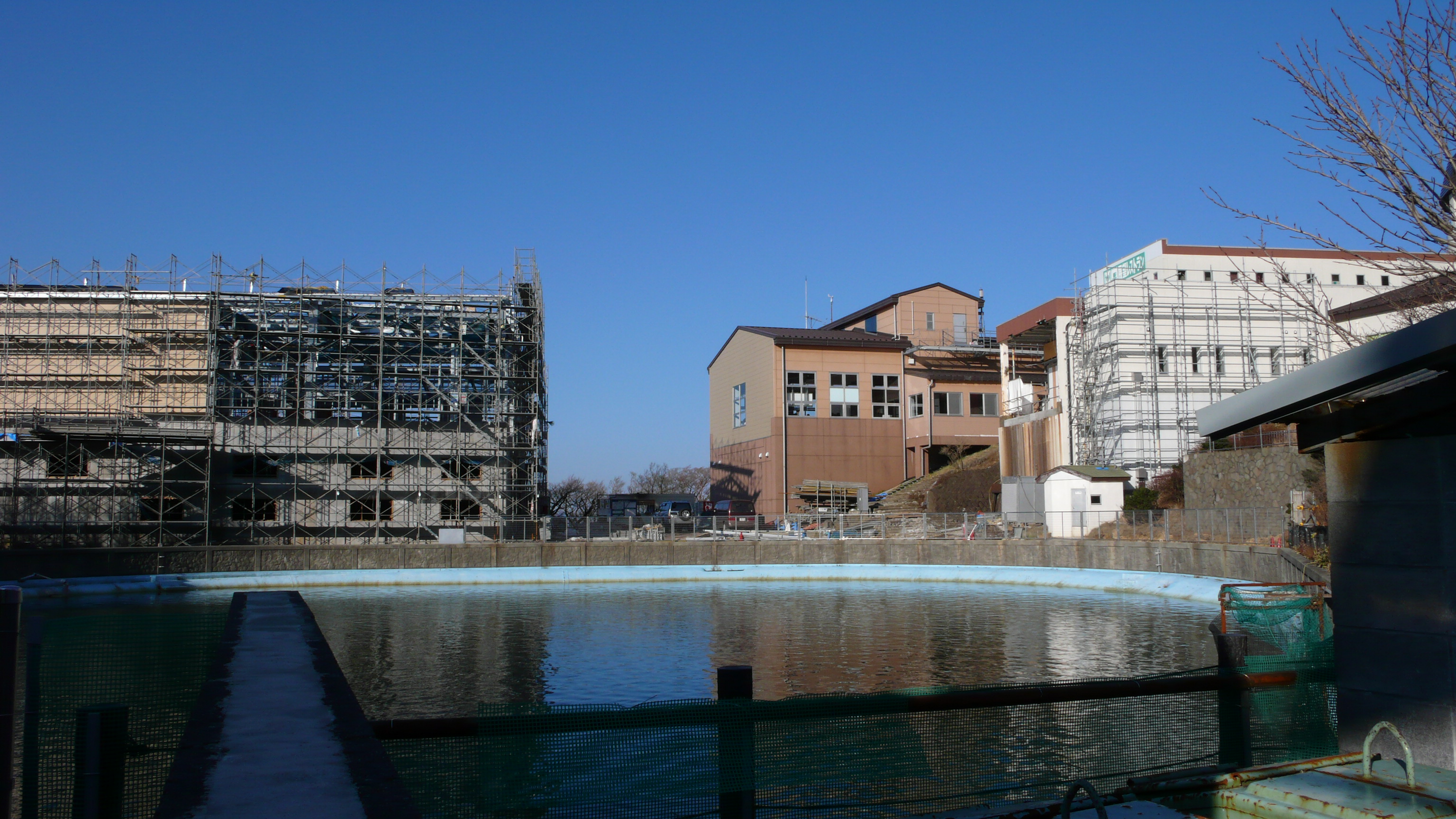
3号貯水池と工事中の大涌谷駅(2006年12月撮影)
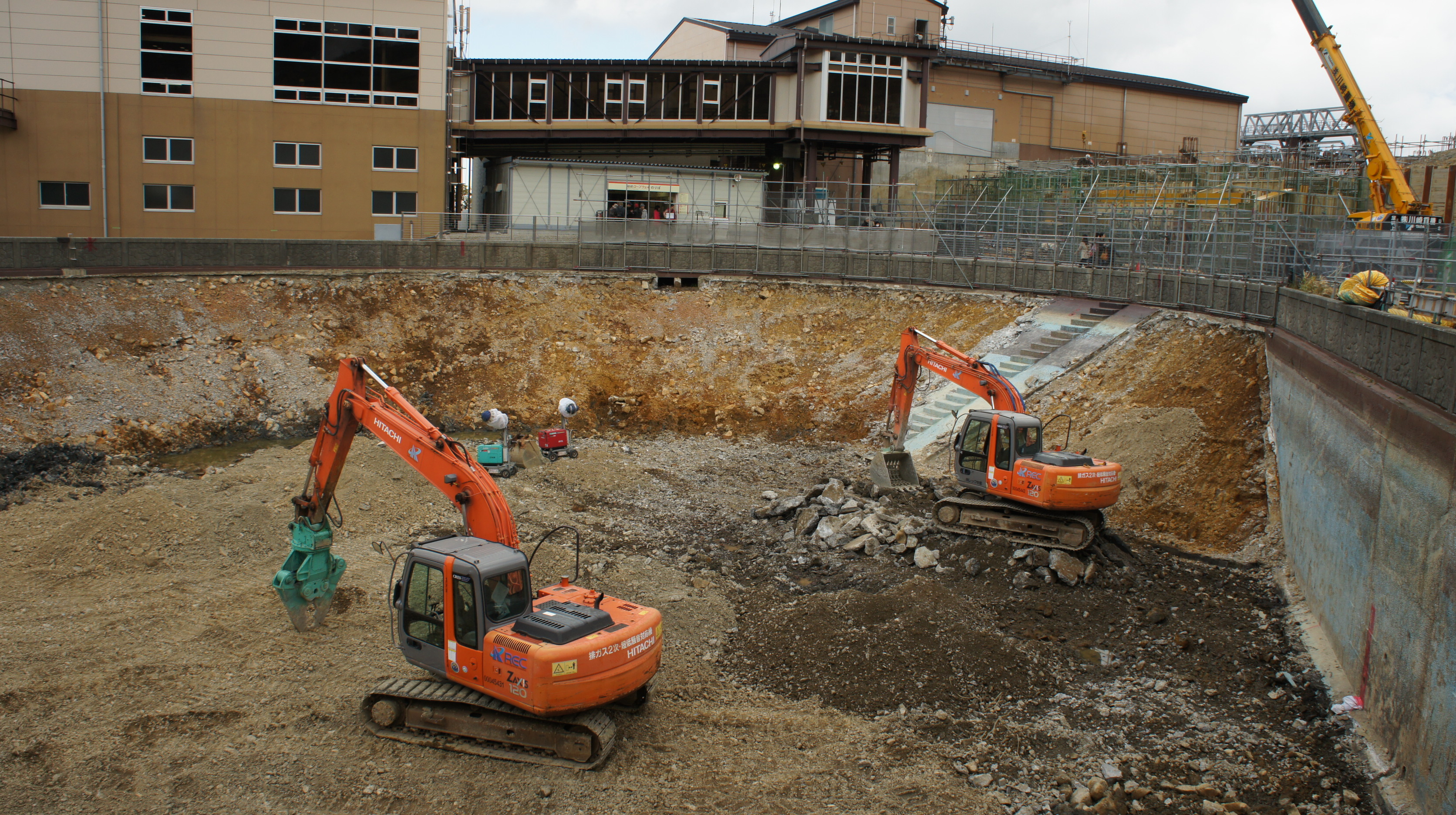
3号貯水池工事(2012年11月撮影)